# Umore

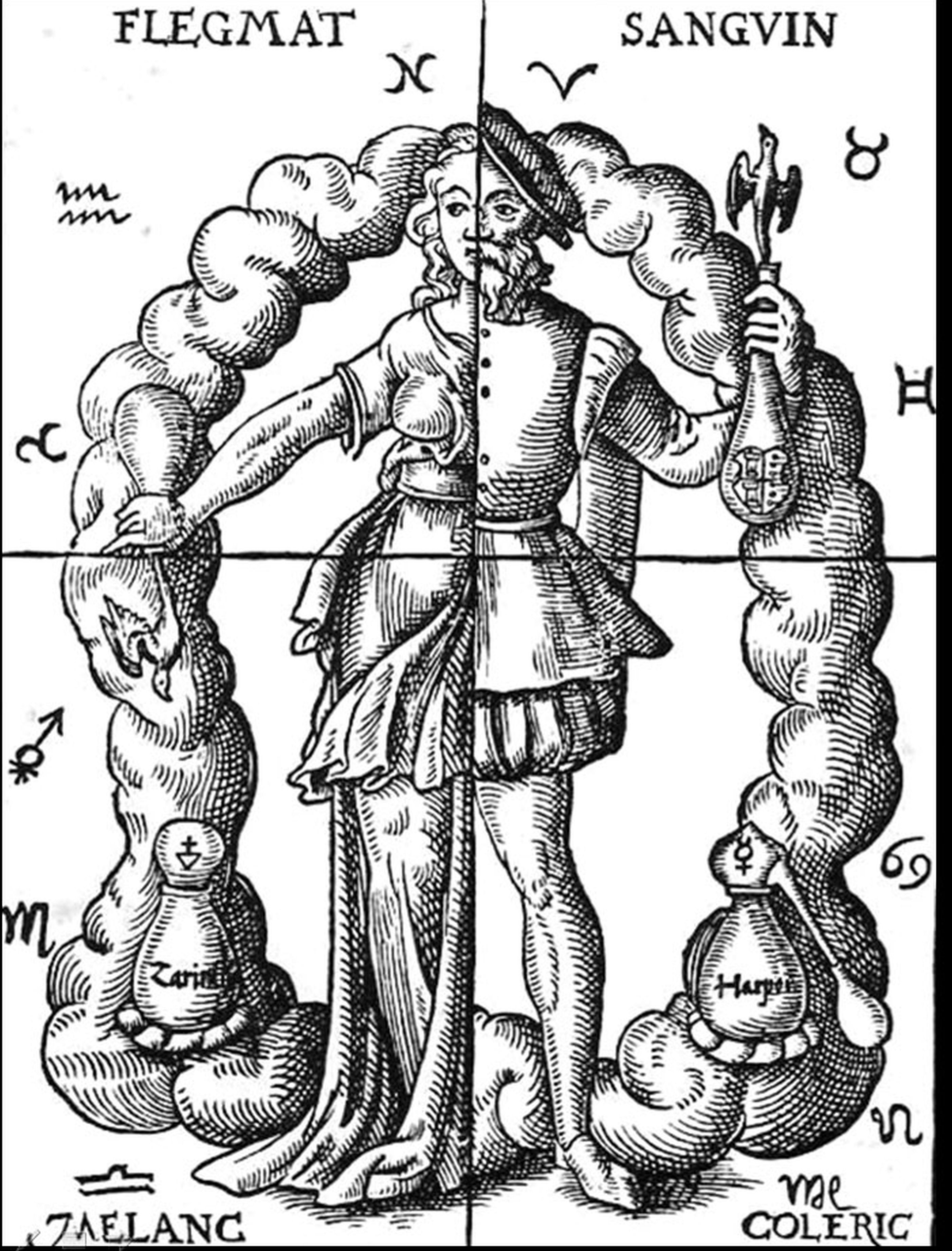
Illustrazione dei quattro umori dal trattato di Leonhart Thurneisser, Quinta Essentia (Lipsia, 1574)

L'umore è uno stato d'animo persistente, che differisce dalle emozioni, dai sentimenti e dagli affetti per il fatto di essere meno specifico, meno intenso e meno suscettibile nell'essere provocato da uno stimolo o un evento recente.
L'umore può avere una connotazione positiva oppure negativa. Nel linguaggio comune si parla a seconda dei casi di «malumore» o di «buon umore», per indicare una varietà di atteggiamenti che possono andare dall'euforia all'entusiasmo fino all'irritabilità, alla depressione o alla malinconia.
Queste disposizioni, soggette ad avere anche un decorso psicopatologico, anticamente erano sintetizzate in quattro stati fondamentali dell'umore, corrispondenti ai quattro temperamenti della teoria umorale, a seconda della prevalenza nell'organismo di sangue, flegma, bile gialla o bile nera.

## Etimologia
Il termine deriva dal latino humor o umor -oris, che significa «umidità», forse attinente con la parola greca antica ὑγρός, cioè «bagnato», «umido». Etimologicamente l'umore è quindi assimilabile a una sostanza liquida o ad un fluido.
Dalla stessa radice proviene «umorismo», mutuato però dall'anglo-normanno humour, che denota la capacità di cogliere il lato comico della realtà.

## I quattro umori

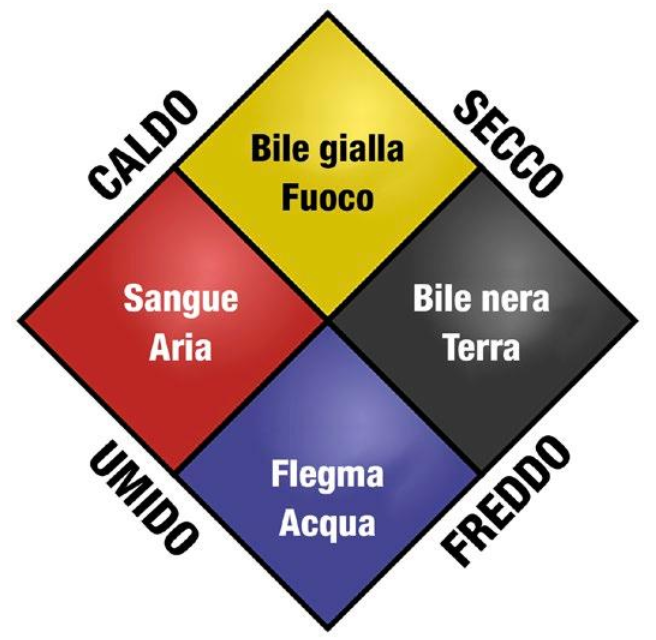
Schema dei quattro umori e delle loro qualità

Secondo un'antica tradizione ripresa nell'ambito della medicina greca da Ippocrate, e resa nota da uno scritto attribuito a suo genero Polibio (Sulla natura dell'uomo, 410 a.C.), gli umori dell'organismo erano quattro, assimiliati secondo l'etimologia sopra esposta a sostanze «umide», governate rispettivamente da ognuno dei quattro elementi propri delle dottrine misteriche e sapienziali (fuoco, aria, acqua, terra), che costituivano le radici del macrocosmo.
Questi elementi si differenziavano tra loro in base alla presenza o meno di due delle quattro qualità fondamentali (calore, secco, umido e freddo), le stesse che partecipavano alla costituzione degli umori nel microcosmo umano. La loro mescolanza armonica o squilibrata nel corpo era in grado di determinare la salute o la malattia.
Nell'anonimo De Mundi Constitutione, trattato cosmologico del XII secolo, viene ripresa così la tradizione medico-sapienziale:
(De Mundi Constitutione, 1135 circa )
L'equilibrio degli umori era stabilito anche dal ruolo svolto da tre spiriti animali, secondo una dottrina attribuita al medico romano Galeno derivante dal concetto di pneuma, preposti a tre specifiche funzioni:
- Lo spirito naturale, risiedente nel fegato, alimentava e faceva crescere ogni parte del corpo;
- Lo spirito vitale, proveniente dai polmoni, andava a risiedere nel cuore per rifornirlo di calore;
- Lo spirito animale o psichico, evolutosi dal precedente, era preposto all'attività mentale e risiedeva perciò nel cervello.[9]

Nel ripristino dell'equilibrio degli umori («eucrasia») un ruolo importante giocava l'alimentazione, che consentiva la cura somministrando al paziente cibi di qualità antitetica al suo umore in eccesso, secondo l'adagio ippocratico contraria contrariis curantur («i contrari si curano con i contrari»): un eccesso di flegma freddo e umido, ad esempio, andava bilanciato con l'introduzione di alimenti caldi e secchi.
I quattro umori, in ogni caso, erano da intendere non tanto come delle sostanze fisiche, bensì come delle qualità, dei princìpi sottili appartenenti al piano eterico, che potevano semmai assumere delle manifestazioni grossolane. Il medico francese Pierre Gallimard afferma in proposito:
(Pierre Gallimard, Médecine officielle et médecine hérétique, 1945 )

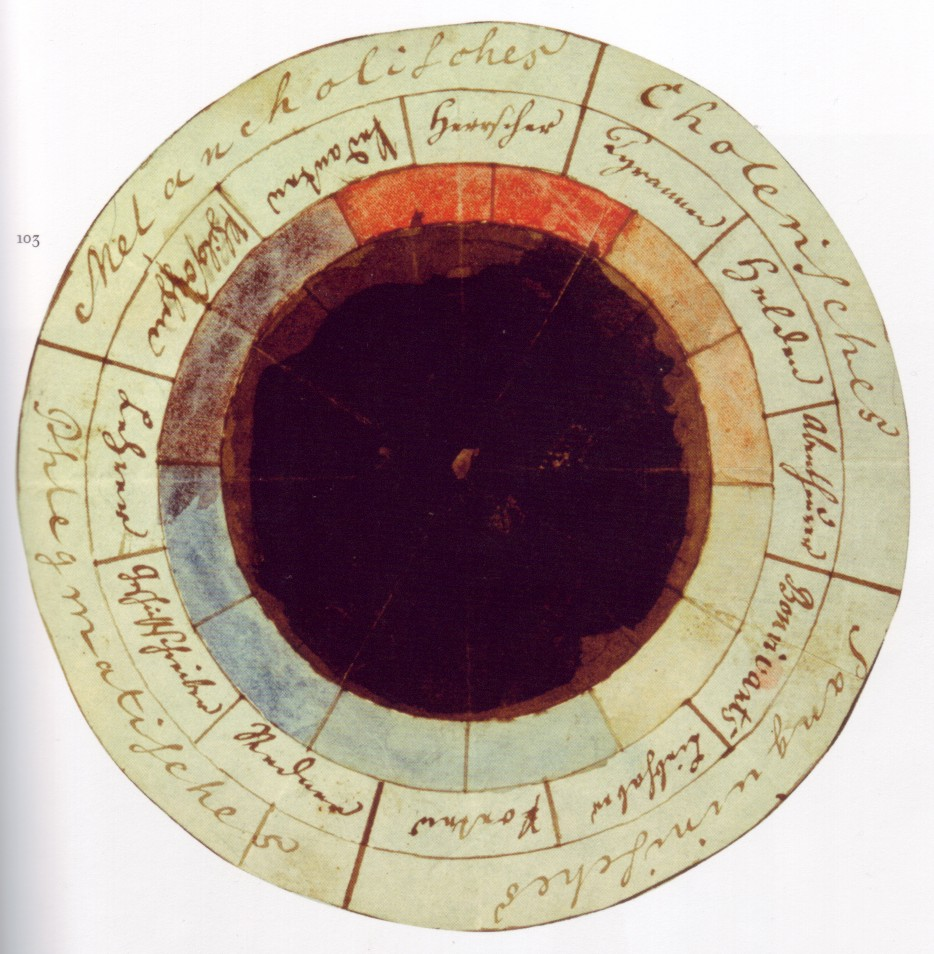
La «rosa dei temperamenti» (Temperamentenrose), da uno studio di Goethe e Schiller (1798-99), che combina dodici colori con le occupazioni umane ed i loro rispettivi tratti caratteriali.

Le caratteristiche degli umori, secondo le descrizioni riprese nel Medioevo e tornate in auge nel Rinascimento e oltre, sono le seguenti:

### Sangue
Il sangue era considerato la base della vita e perciò, a differenza degli altri umori, era apportatore di vigore e non di malattie. Governato dall'elemento spirituale dell'aria, è per natura caldo e umido. Ha sede nel cuore, e la sua predominanza in una persona determina il temperamento sanguigno.

### Flegma
Il flegma o linfa, prodotto dal cervello, si manifestava nei fluidi corporei, ad esempio del sistema linfatico, venoso,  uropoietico, nei liquidi cellulari oltre che nel sistema neurovegetativo ed in quello ormonale. Un suo eccesso era ritenuto responsabile delle malattie catarrali. Governato dall'elemento acqua, è per natura freddo e umido. La sua predominanza in una persona determina il temperamento flemmatico.

### Bile gialla
La bile gialla, prodotta dalla cistifellea e avente sede nel fegato, era ritenuta responsabile delle malattie biliari, e in genere di quelle malattie acute e infammatorie, otre che di un'inclinazione all'irascibilità.
Governata dall'elemento fuoco, è per natura calda e secca. La sua predominanza in una persona determina il temperamento collerico.

### Bile nera
La bile nera o atrabile è tra gli umori quello che ha meno corrispondenza sul piano fisico. Si riteneva fosse prodotta dalla milza, e alcuni indizi della sua presenza erano i coaguli di sangue nero e in genere le alterazioni oscure del muco. La bile nera era chiamata anche malinconia, o «umor nero», con cui si indica ancora oggi uno stato d'animo depresso, una notte dell'anima corrispondente in alchimia alla nigredo.
Governata dall'elemento terra, la bile nera è per natura fredda e secca. La sua predominanza in una persona determina il temperamento melanconico.

## Teorie dell'umore
L'umore anche oggi è considerato una questione di temperamento e di tratti caratteriali; quindi come una condizione a lungo termine, a differenza delle emozioni, dei sentimenti e degli affetti, e non viene neppure ritenuto una semplice somma di quest'ultimi.
Viene definito semmai con termini quali tonalità, tono, disposizione, aura.
Le destabilizzazioni dell'umore protratte nel tempo, come la depressione, il disturbo bipolare e l'ansia, sono definiti «disturbi dell'umore».
Lo stato interno del soggetto spesso può essere dedotto dalla postura e da altri atteggiamenti o espressioni. Come afferma Schinnerer, «il nostro stato d'animo può essere modificato da un evento inaspettato, dalla gioia di rivedere un vecchio amico, dalla rabbia di scoprire il tradimento di un partner. Possiamo persino precipitare dentro uno stato d'animo».
Le teorie esplicative dell'umore spaziano da quelle biologiche a quelle cognitive, psicoanalitiche, e fenomenologiche:
- le teorie biologiche sono le stesse utilizzate nel diagnosticare i disturbi dell'umore, basate su variabili neuro-endrocrine;[4]
- le teorie cognitive, per le quali l'umore è determinato da uno stato affettivo situato al fuori dell'attenzione consapevole, che fa da sfondo alle attività percettive-cognitive della mente;[4]
- le teorie psicanalitiche, dove tuttavia il termine «umore» è scarsamente utilizzato, sebbene la concezione freudiana della libido consideri l'energia psichica in maniera affine alla dottrina umorale, denotandola però sessualmente;[4]
- l'approccio fenomenologico, basato sulla terminologia heideggeriana e sul significato del tedesco Stimmung, per cui l'umore è una modalità con cui l'Essere si rivela nel mondo, un «essere-gettato» (Geworfenheit) in una determinata situazione percettiva ed emotiva.[4]

In ambito psicologico si tende inoltre a distinguere tra umore conscio e inconscio, ipotizzando che la predominanza di un particolare tipo di umore, qualora superasse un certo grado di percezione e di consapevolezza, sia in grado di indurre l'individuo ad una risposta idonea al suo stato affettivo e a farvi fronte.